# Asplenium cladolepton
Asplenium cladolepton là một loài dương xỉ trong họ Aspleniaceae. Loài này được Fée mô tả khoa học đầu tiên năm 1857.